# Championnat du Japon de Formule 3000 1987
Le championnat du Japon de F3000 1987, première édition du championnat du Japon de Formule 3000 (nouveau nom de la F2 japonaise) a été remporté par le Japonais Kazuyoshi Hoshino, sur une Lola-Honda de l'écurie Hoshino Racing.

## Règlement sportif
- L'attribution des points s'effectue selon le barème 20,15,12,10,8,6,4,3,2,1.

## Courses de la saison 1987
| Date         | Lieu       | Vainqueur         | Nationalité | Voiture        | Écurie         |
| 8 mars       | Suzuka     | Kazuyoshi Hoshino | Japon       | March-Honda    | Hoshino Racing |
| 19 avril     | Fuji       | Geoff Lees        | Royaume-Uni | Lola-Honda     | Team Nova      |
| 10 mai       | Nishinihon | Toshio Suzuki     | Japon       | March-Honda    | Racing Heroes  |
| 24 mai       | Suzuka     | Kazuyoshi Hoshino | Japon       | Lola-Honda     | Hoshino Racing |
| 5 juillet    | Suzuka     | Kazuyoshi Hoshino | Japon       | Lola-Honda     | Hoshino Racing |
| 26 juillet   | Sugo       | Kazuyoshi Hoshino | Japon       | Lola-Honda     | Hoshino Racing |
| 9 août       | Fuji       | Jan Lammers       | Pays-Bas    | March-Cosworth | Dome           |
| 13 septembre | Suzuka     | Aguri Suzuki      | Japon       | March-Cosworth | Footwork       |
| 6 décembre   | Suzuka     | Aguri Suzuki      | Japon       | March-Cosworth | Footwork       |

## Classement des pilotes
| Classement | Pilote              | Pays        | Voiture                      | Écurie           | Nombre de points |
| ---------- | ------------------- | ----------- | ---------------------------- | ---------------- | ---------------- |
| 1er        | Kazuyoshi Hoshino   | Japon       | March-Cosworth Lola-Cosworth | Hoshino Racing   | 132              |
| 2e         | Aguri Suzuki        | Japon       | March-Cosworth               | Footwork         | 107              |
| 3e         | Geoff Lees          | Royaume-Uni | Lola-Honda                   | Team Nova        | 83               |
| 4e         | Keiji Matsumoto     | Japon       | March-Cosworth Lola-Cosworth | Cabin Racing     | 78               |
| 5e         | Toshio Suzuki       | Japon       | March-Honda                  | Racing Heroes    | 72               |
| 6e         | Osamu Nakako        | Japon       | March-Cosworth               | Best House       | 39               |
| 7e         | Masahiro Hasemi     | Japon       | Lola-Cosworth                | Speed Star       | 38               |
| 8e         | Jan Lammers         | Pays-Bas    | March-Cosworth               | Dome             | 34               |
| 9e         | Kunimitsu Takahashi | Japon       | March-Honda                  | Team Nova        | 33               |
| 10e        | Masanori Sekiya     | Japon       | Lola-Cosworth                | Leyton House     | 32               |
| 11e        | Eje Elgh            | Suède       | March-Cosworth               | Team Kitamura    | 24               |
| 12e        | Takao Wada          | Japon       | March-Cosworth Lola-Cosworth | Shigeyama Racing | 14               |
| 12e        | Yoshiyasu Tachi     | Japon       | Lola-Cosworth                | Speed Star       | 14               |
| 14e        | Hideshi Matsuda     | Japon       | March-Cosworth               | Takeshi Project  | 11               |
| 15e        | Kenny Acheson       | Royaume-Uni | March-Cosworth               | Tomei            | 8                |
| 16e        | Masatomo Shimizu    | Japon       | Lola-Cosworth                | Shimizu Racing   | 7                |
| 17e        | Ross Cheever        | États-Unis  | March-Cosworth               | Dome             | 2                |
| 18e        | Taku Akaike         | Japon       | March-Cosworth               | Sundai           | 1                |